# صموئيل غوردون
صموئيل غوردون (بالإنجليزية: Samuel Gordon)‏ هو محامي وسياسي أمريكي، ولد في 28 أبريل 1802 في نيويورك في الولايات المتحدة، وتوفي بنفس المكان في 28 أكتوبر 1873. حزبياً، نشط في الحزب الديمقراطي. وقد انتخب عضو جمعية ولاية نيويورك وانتخب عضو مجلس النواب الأمريكي.